# Stephanopodium sessile
Stephanopodium sessile är en tvåhjärtbladig växtart som beskrevs av Carlos Toledo Rizzini. Stephanopodium sessile ingår i släktet Stephanopodium och familjen Dichapetalaceae. Inga underarter finns listade i Catalogue of Life.